# 南瑞路
32°04′57″N 118°46′21″E / 32.0825269°N 118.7726275°E
南瑞路，是南京市鼓楼区的一条道路。原本由东柏果园、蔡家巷、紫竹林三部分组成，经拓宽改造后统一命名为南瑞路，因国电南瑞位于此路而得名。此路以企业名称命名引发了争议，2014年通过的《江苏省地名管理条例》禁止以企业命名地名，但有关部门称暂时不会更改路名。